# Ammaia

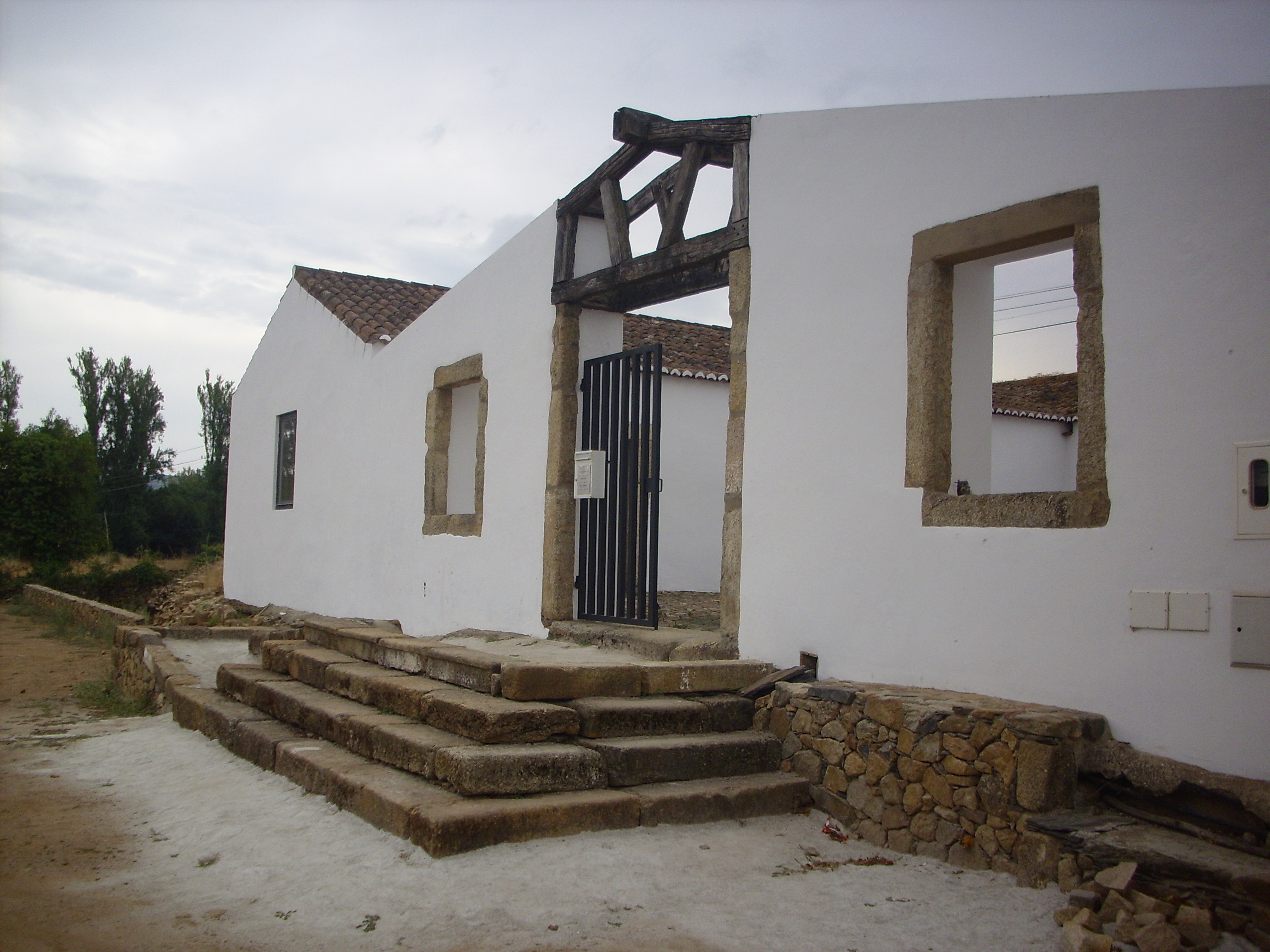
Bezoekerscentrum / museum

De ruïnes van de Romeinse stad Ammaia liggen in het hart van het Natuurpark Serra de São Mamede, een bergachtig gebied in het oosten van Portugal dat zich tot in Spanje uitstrekt. De plaats ligt in de vruchtbare vallei van São Salvador da Aramenha in de gemeente Marvão, district Portalegre, in de Alto Alentejo. De site wordt doorkruist door de EN 359 autoweg.
Het was een ommuurde stad met een klassieke dambordopbouw, die op zijn hoogtepunt zo'n 2.000 inwoners telde.

## Geschiedenis
De archeologische en historische identificatie van de vindplaats als de Romeinse stad Ammaia dateert uit de jaren dertig van de twintigste eeuw.
Ammaia is vermoedelijk gesticht in de eerste helft van de eerste eeuw na Christus, onder de regering van Claudius of al eerder. De bloeiende Romeinse stad, gelegen in de Romeinse provincie Lusitania, ontving al snel de status van municipium (terminus ante quem de regering van Lucius Verus, en waarschijnlijk gebeurde dit al tijdens de regering van Vespasianus) en ontwikkelde een stedelijke structuur, mede als gevolg van de goede exploitatie van de natuurlijke rijkdommen in de omgeving. Een aanvullend pluspunt was de locatie op de kruising van meerdere wegen, waaronder de weg die Ammaia verbond met de provinciehoofdstad Emerita Augusta (Merida).

## Archeologisch onderzoek
Systematisch onderzoek op deze locatie is begonnen in 1994. Sinds 1997 worden opgravingen, studie en beheer georganiseerd door de Fundação Cidade de Ammaia, sinds 2007 onder de wetenschappelijke begeleiding van de Universidade de Évora. De opgravingen hebben zich geconcentreerd op locaties waar nog zichtbare ruïnes de plaats van gebouwen uit de Romeinse tijd aanduidden. Dit betreft voornamelijk delen van de stadsmuur met een poortgebouw in het zuiden, met daarbij behorende resten van huizen en een geplaveid plein in hetzelfde gedeelte van de stad, de overblijfselen van een huis op de locatie van de boerderij Quinta do Deão, delen van de publieke baden of thermen, en de resten van het centraal gelegen forum met het goed bewaard gebleven podium van een tempel en muren van de omringende porticus en cryptoporticus.
Het onderzoek van de eerste tien jaar van de 21e eeuw toont aan dat de locatie al intensief bewoond werd tijdens de regering van Augustus (eind 1ste eeuw voor Christus / begin 1ste eeuw na Christus). In de 2e en 3e eeuw was Ammaia een bloeiende stad. In de vijfde eeuw trad langzaam verval op en in de 9e eeuw, toen dit deel van het Iberisch Schiereiland onder Arabische heerschappij viel, lijkt de stad geheel verlaten te zijn ten faveure van de nabijgelegen versterkte stad Marvão.
Dankzij recent archeologisch en geofysisch onderzoek is het mogelijk om de plattegrond van de stad te reconstrueren als een regelmatig raamwerk van rechthoekige blokken, aangelegd rondom twee haaks op elkaar staande hoofdassen die het forum met de stadspoorten verbonden. Een muur omgeeft een min of meer rechthoekig gebied van ongeveer 20 hectare. Buiten de muren waren er nog enkele gebouwen, begraafplaatsen en wegen.
De historische plaats Ammaia vormt het "openluchtlaboratorium" van het met Europese subsidie betaalde project 'Radio-Past', en wordt nu gebruikt als testlocatie voor de integratie en voor innovatie van niet-destructieve technieken om complexe archeologische vindplaatsen te onderzoeken. Het project richt zich onder meer op oppervlaktekarteringen, geofysische en geo-archeologische opmetingen, remote sensing en luchtfotografie.

## Museum
Ter plaatse herbergt de boerderij Quinta do Deão een museum waar een aantal vondsten uit Ammaia te zien zijn.

## Verwijzingen
- Borges, S. (2003). A cidada romana de Ammaia: as termas do forum (notícia preliminar). Ibn Maruan 12: 85-97.
- Corsi, C., De Dapper, M., Deprez, S., Vermeulen, F. (2005). Geoarchaeological Observations on the Roman Town of Ammaia (Alentejo, Portugal). Internet Archaeology 19.
- C. Corsi, D. Taelman, M. De Dapper, S. Deprez, L. Verdonck, F. Vermeulen. "Geoarchaeological Research in the Roman Town of Ammaia (Alentejo, Portugal)" in: Multudisciplinary Approaches to Classical Archaeology - Approcci Multidisciplinari per l'Archeologia Classica. Proceedings of the 17th International Congress of Classical Archaeology, Rome 22-26 sept. 2008. Bollettino Archeologia Online: 58-70.
- Corsi, C., Vermeulen, F. (2006). Elementi per la ricostruzione del paesaggio urbano e suburbano della città romana di Ammaia in Lusitania. Archeologia Aerea III: 13-30.
- Guerra, A. (1995). Plínio-o-Velho e a Lusitânia. Lisboa.
- Mantas, V. G. (2000). "A sociedade luso-romana do município de Ammaia". In: Sociedad y Cultura en Lusitania Romana, IV Mesa Redonda Internacional. Mérida: 391-420.
- Pereira, S. (2009). A Cidade Romana de Ammaia. Escavações Arqueológicas 2000-2006. Ibn Maruán, Nº. Especial, Marvão.
- Sidarus, A. (1991). Ammaia de Ibn Maruán: Marvão. Ibn Maruán 1: 13-26.
- Vasconcelos, J., de Leite, J. (1935) Localização da Cidade de Ammaia. Ethnos I: 5-9.
- Vermeulen, F., Taelman, D. (2010). "From cityscape to landscape in Roman Lusitania: the municipium of Ammaia" in: C. Corsi, F. Vermeulen (eds.) Changing Landscapes. The impact of Roman towns in the Western Mediterranean (Proceedings of the International Colloquium, Castelo de Vide - Marvão 15th-17th May 2008). Bologna: 311-324.